# Гардинер, Джеймс Гарфилд
Джеймс Га́рфилд Га́рдинер (англ. James Garfield Gardiner, 30 ноября 1883 — 2 января 1962) — канадский фермер и политик. Дважды был премьер-министром Саскачевана, а также членом Кабинета министров Канады.
В 1914 году Гардинер был впервые избран в Законодательное собрание Саскачевана и работал министром дорожного строительства (1922—1926) в правительстве Чарльза Э. Даннинга. Затем в 1926 году он сменил Даннинга на посту премьер-министра.
Активно поддерживая федеральных либералов, его правительство в 1929 потеряло большинство в законодательном органе из-за патронажного скандала. Хотя Консервативная партия заняла меньше мест, ей всё же удалось сформировать «коалиционное правительство» при поддержке некоторых членов Прогрессивной партии и независимых депутатов Законодательного собрания.